# Józef Piotrowski (1839–1863)

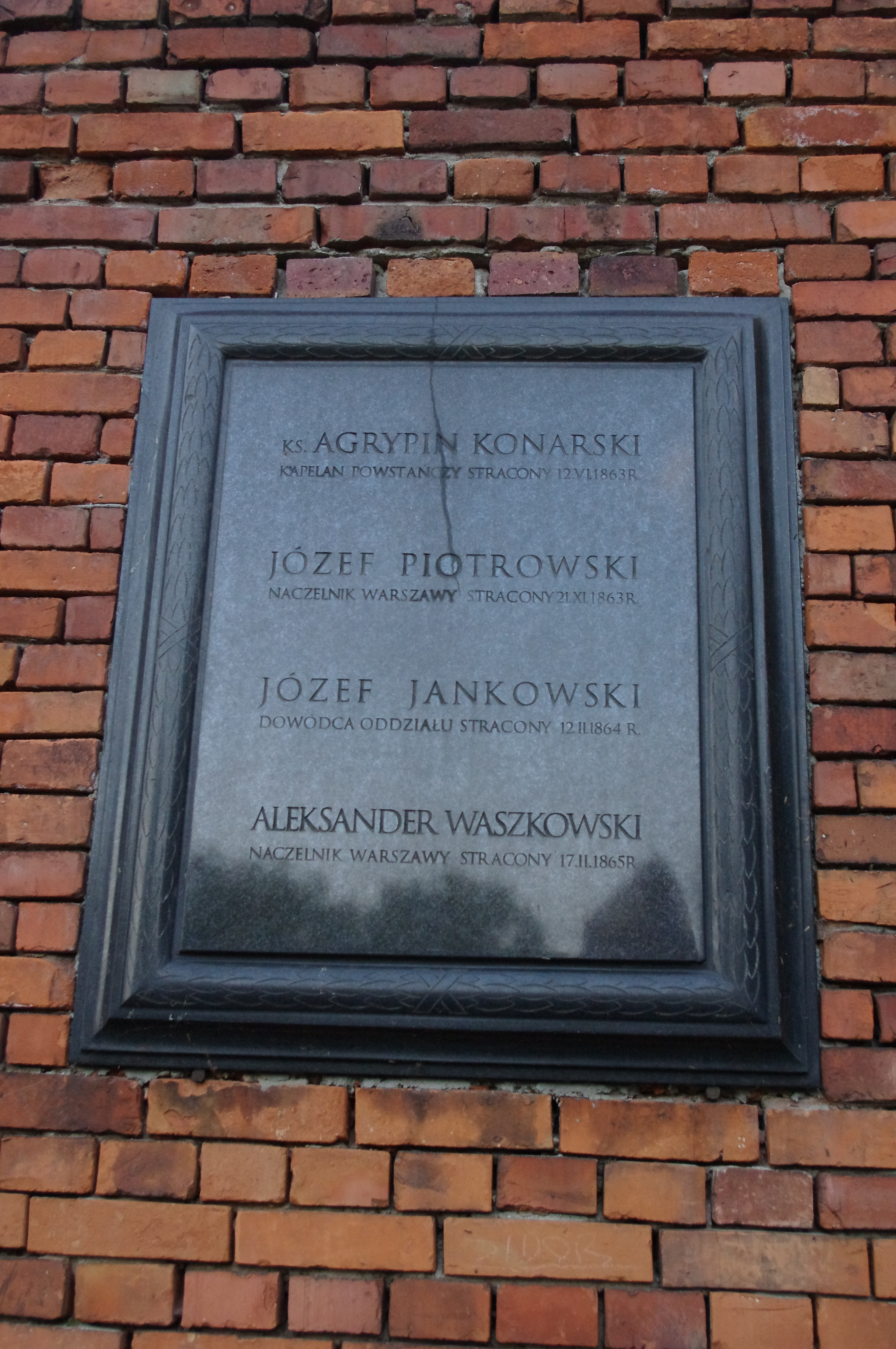
Tablica wmurowana w ścianę Cytadeli Warszawskiej tuż za szczątkami szubienicy, na której w okresie zaborów ginęli bojownicy o wyzwolenie narodowe i przemiany społeczne. Tablica upamiętnia ważnych przywódców i działaczy powstańczych straconych w Cytadeli: Agrypina Konarskiego, Józefa Piotrowskiego, Józefa Jankowskiego i Aleksandra Waszkowskiego

Józef Piotrowski (ur. 17 marca 1839 w Płocku, zm. 21 listopada 1863 w Warszawie) – słuchacz Polskiej Szkoły Wojskowej we Włoszech w 1862, działacz lewicy czerwonych. W 1863 roku komisarz Rządu Narodowego województwa augustowskiego. Członek Rządu Narodowego. Naczelnik Warszawy od 17 września do 17 października 1863. Aresztowany w październiku 1863, wyrokiem Audytoriatu Polowego skazany na karę śmierci. Stracony na stokach Cytadeli Warszawskiej.
Rodzice: Leon Piotrowski i Wiktoria de domo Milczyńska.